# Gibson Marauder
La Gibson Marauder (Gibson M1) est une guitare électrique, produite par Gibson aux États-Unis entre 1974 et 1979. Conçue par Bill Lawrence, elle a été introduite pour aller de pair avec la basse électrique Gibson Grabber, et était proposée en entrée de gamme dans le catalogue Gibson pour un prix avoisinant les 400 $.

## Histoire

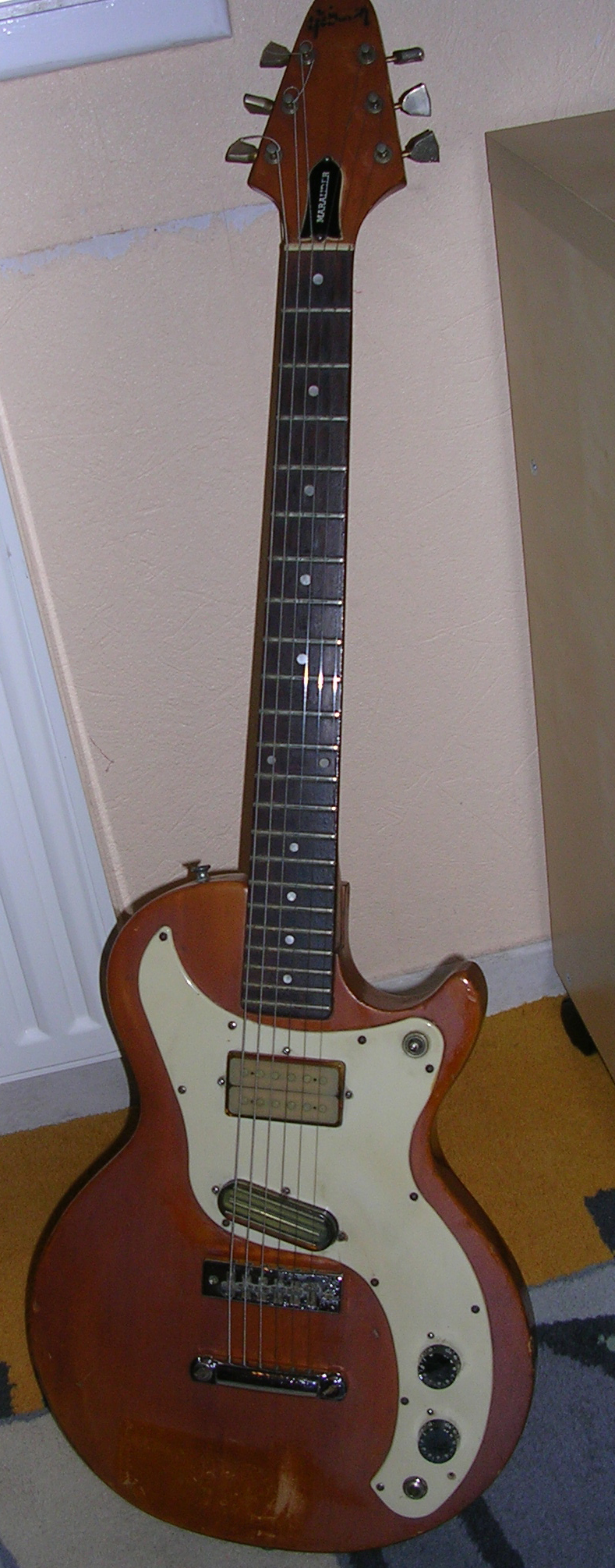
Gibson Marauder première version de 1975, avec interrupteur à trois positions

Elle a été produite de 1974 (un seul exemplaire livré cette année-là) à 1981, en diverses finitions. La Marauder fut un relatif échec commercial (environ 7 000 exemplaires vendus), à cause notamment de sa sonorité inhabituelle pour une guitare Gibson, un peu trop proche des guitares Fender qu'elle était censée concurrencer (Fender dominait alors largement le marché des guitares à simple bobinage). Son modèle jumeau, la Gibson S1, identique à l'exception de la présence de trois micros séparés, connut le même sort et sa production fut stoppée au même moment que la Marauder.

## Caractéristiques
Son corps inspiré du design Les Paul est fabriqué en Aulne (Acajou avec éventuellement une table en érable pour les Les Paul), et son manche en Érable était vissé et non collé comme celui de ses grandes sœurs. En 1978-79, certaines versions furent proposées avec un corps en acajou. Elle possède la même tête que la Flying V. Les premières versions de la Marauder avaient un interrupteur à trois positions, remplacé ensuite par un interrupteur rotatif. Son chevalet Tune-o-matic est le même que sur les Les Paul. Elle était équipée d'un micro super Humbucker donc à double bobinage en position manche, et de façon moins typique pour une Gibson d'un micro simple bobinage de format de type « telecaster » en position aiguë. La Marauder dégage un son chaud et sec.
La Marauder était cependant reconnue comme une guitare robuste et de bonne qualité, ses micros moulés dans la résine, conçus par Bill Lawrence, étaient à l'époque et sont toujours considérés aujourd'hui comme étant l'un des gros points forts de la guitare.
Les coloris disponibles sont : Natural Satin, Walnut, Wine Red, Ebony, Tobacco Sunburst, et Natural Mahogany (acajou). Une version Custom en finition sunburst et avec notamment des mécaniques dorées a été proposée de 1974 à 1978.

## Joueurs de Marauder célèbres
- Paul Stanley de Kiss, apparaissant même sur certaines publicités pour la guitare dans des magazines.
- Thurston Moore de Sonic Youth, avant qu'il ne se la fasse voler en 1986.
- Josh Homme des Queens of the Stone Age et des Eagles of Death Metal.
- Deryck Whibley de Sum 41.
- Masafumi Goto de Asian Kung-Fu Generation